# Крста Петровић
Крста Петровић (Београд, 27. септембар 1928 — Београд, 21. јул 2001) био је српски певач забавне музике. Дипломирао је на Природно-математичком факултету Универзитета у Београду 1974.

## Фестивали
Београдско пролеће:
- Пут који тражим, '61
- Јесен на морској обали, '62
- Познао сам те, '63
- Стрепња, / Када ћеш рећи да ме волиш, '64
- Хтео бих те видет' још једанпут мила (Вече старе градске песме), '76
- Код три шешира (Вече нове градске песме), '81
- Пољуби ме још једном (Вече нове градске песме), '82
- Јесен на морској обали (Вече ретроспективе - највећих хитова са фестивала Београдско пролеће), '88
- Еј, Дунаве друже стари (Вече нове градске песме), '88
- Стрепња (Вече поетско- музичког рецитала посвећеног Десанки Максимовић), '89
- У мојој души (Вече градске песме и романсе), '96
- Све до рујне зоре (Вече градских песама и романси), '97

Опатија:
- Песма повратка (алтернација са Надом Кнежевић) / Магистрала (алтернација са Ивом Робићем), '60
- Она је најлепша била(алтернација са Ивом Робићем) , '61
- Када ћеш рећи да ме волиш (алтернација са Аницом Зубовић), '64
- Зна ли се икад (алтернација са Мирјаном Беширевић), '65
- Кад зрије грожђе (алтернација са Елвиром Воћом), '65
- Не буди тужна вечерас (алтернација са Драгом Диклићем), '65

Југословенски избор за Евросонг:
- Ока твог да нема, Трбовље '64
- У мору бих спавао, Загреб '65, треће место

Звуци Паноније, Осијек:
- Тихо стиже јесен, '85

Нишка јесен, фестивал градске песме и романсе:
- Не вреди плакати / Већ одавно спремам свог мркова (Вече легенди градске песме), '95

## Албуми
- Прошли дани (1962)

## Синглови
- Ангела (1964)
- Тбилиси (1965)
- Од зоре до зоре (1974)